# Pfarrhaus (Unterbernbach)

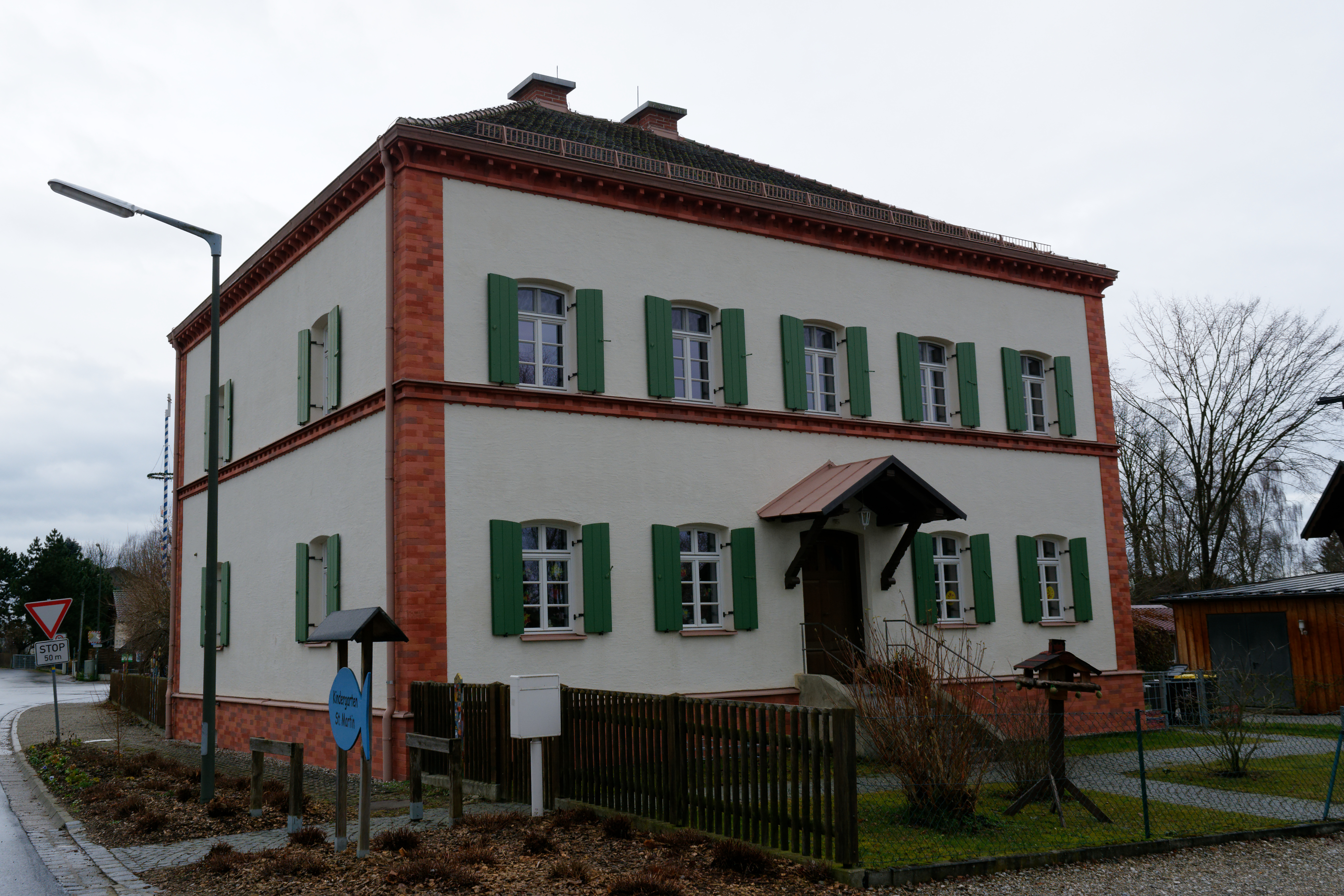
Ehemaliges Pfarrhaus in Unterbernbach

Das Pfarrhaus in Unterbernbach, einem Gemeindeteil von Kühbach im schwäbischen Landkreis Aichach-Friedberg, wurde 1853 an der Stelle eines Vorgängerbaus errichtet. Das ehemalige Pfarrhaus an der Dekan-Moll-Straße 3 ist ein geschütztes Baudenkmal.
Der zweigeschossige Walmdachbau mit Segmentbogenfenstern und Backsteindekoration hat zwei zu fünf Fensterachsen. Das dazugehörige Back- und Waschhaus wurde um 1991/92 abgerissen.
Im Gebäude wurde im Jahr 1989 ein Kindergarten eingerichtet.